# 光明路街道 (邯郸市)
光明路街道，是中华人民共和国河北省邯郸市邯山区下辖的一个乡镇级行政单位。

## 行政区划
光明路街道下辖以下地区：
朝阳社区、一三八社区和滏西街社区。